# 布萊恩·加蘭特
布萊恩·加蘭特（英語：Brian Gallant；1982年4月27日—）是加拿大的一位政治家。他自2014年10月7日至2018年11月9日擔任新不倫瑞克省省長職務。